# Begros
Die Begros Bedarfsgüter Großhandelsgesellschaft für Wohnung und Heim Gesellschaft mit beschränkter Haftung, kurz Begros, ist ein 1957 gegründeter Möbeleinkaufsverband mit Sitz in Oberhausen.
Anfang 2020 sind 17 Unternehmen der Möbelbranche, die vorrangig in Deutschland und Österreich tätig sind, Mitglieder und Gesellschafter der Einkaufsgemeinschaft: Möbelcenter Biller, die Einrichtungshäuser Ehrmann, Hardeck Möbel, Möbel Heinrich, Inhofer, Möbel Kempf, KHG, Möbel Martin, Opti-Wohnwelt Föst, Ostermann, Pilipp, Möbel Rogg, Schaffrath und Sommerlad.

## Geschichte und Struktur
Die Einkaufskooperation Begros wurde 1957 von fünf inhabergeführten Einzelhandelsunternehmen der Möbelbranche gegründet. Seit 2000 übernimmt die Home Product Import GmbH als Tochtergesellschaft Direktimporte von Möbeln und Wohnaccessoires. Seit 2003 bietet Begros Produkte unter eigenen Marken an.
Begros galt lange Zeit als der mit Abstand größte Möbelverband in Deutschland. So erzielte Begros im Jahr 2010 laut der Branchenzeitschrift Möbelmarkt einen Außenumsatz, also seitens der angeschlossenen Unternehmen mit Kunden erwirtschaftete Umsätze, in Höhe von 5,2 Milliarden Euro.
Anfang 2015 verließ mit der österreichischen Einrichtungshauskette XXXLutz, das zuvor größte Mitgliedsunternehmen, die Einkaufsgemeinschaft, wodurch der Außenumsatz sowie die angeschlossene Gesamtverkaufsfläche erheblich einbrach. Es verblieben acht Mitglieder.
Im Mai 2015 wurde der Beitritt von vier neuen Mitgliedsunternehmen zum 1. Juli 2015 bzw. 1. Januar 2016 verkündet: Kika/Leiner, Möbel Kempf, Möbel Pilipp und Möbel Rogg.
Im Januar 2020 kamen dann nochmals fünf weitere Mitglieder (ehemals Mitglieder im Union-Verband) zum Oberhausener Verband: Braun Möbel-Center, die Einrichtungshäuser Ehrmann, Hardeck Möbel und Möbel Heinrich sowie Opti-Wohnwelt Föst.